# Judith Heber
Anna Judith Heber (Gol, 27 juni 1880 – Oslo, 8 oktober 1919) was een Noors componiste en pianiste. 
Zij kreeg haar muzikale opleiding van Agathe Backer-Grøndahl en Dagmar Walle-Hansen. Haar eerste officiële optreden vond plaats op 14 oktober 1907 met het werk Nattergalens sang van Franz Liszt. Ze speelde op de herdenkingsavond voor Johan Svendsen in 1911. Als componist kreeg zij een concertavond op 17 september 1919, vlak voordat zij overleed.
Door haar vroegtijdig overlijden (ze werd 39) is haar oeuvre als componist klein:
- opus 1: Fire sange (1911)
  - Guldregn (tekst Olaf Schou)
  - Solblind (tekst Olaf Schou)
  - Silkesko over gylden læst  (tekst Jens Peter Jakobsen)
  - Elskte, jeg drömte (tekst Halfdan Christensen)
  - deze liederen zijn in 1911 gezongen door Cally Monrad
- opus 2: Fire sange
  - Godnat (tekst Cally Monrad)
  - Kører du (tekst Cally Monrad)
  - En døende (tekst Camilla Collett)
  - Sorgen (tekst (tekst Sigrid Undset)(gezongen 24 april 1918 door Inga Peters, begeleid door Heber)
- opus 3: Romance voor viool en piano (première 18 januari 1913)
  - haar bekendste werk
- opus 4: Tre sange (1917)
  - Lav mig en luftballon (tekst Halfdan Christensen)(gezongen 24 april 1918 door Inga Peters, begeleid door Heber)
  - Nævner min tanke dig (tekst Jens Peter Jakobsen)
  - Forvandling (tekst Christian Winther)
- opus 5:?
- opus 6:?
- opus 7: Sonate voor piano
- Under häggarne (gezongen 25 april 1918 door Inga Peters, begeleid door Heber)
- Til en natviol (uitgevoerd 5 december 1918 door Harriet Weidemann Strøm en Johan Backer Lunde

- Gemeinsame Normdatei: 1089764006
- Virtual International Authority File: 342145858084123021740
- WorldCat: E39PBJj4xTdh4BvdCPK98gY3wC